# Gerard Blasi-Font
Gerard Blasi-Font (* 24. März 1985) ist ein andorranischer Tennisspieler.

## Werdegang
Blasi-Font wurde im Mai 2011 für die andorranische Davis-Cup-Mannschaft in der Begegnung gegen Norwegen nominiert. Er bestritt ein Einzel, das er verlor. Es blieb sein bislang einziger Einsatz im Davis Cup.